# Lijst van spelers van Slovan Bratislava
Deze lijst omvat voetballers die bij de Slowaakse voetbalclub Slovan Bratislava spelen of gespeeld hebben. De spelers zijn alfabetisch gerangschikt.

## A
- Myenty Abena
- Jozef Adamec
- Moïse Adiléhou
- Jan Andrejkovic
- Stanislav Angelovič
- Jozef Antalovic
- Mitch Apau
- Ján Arpáš
- Radoslav Augustín

## B
- Jozef Bačkor
- Mamadou Bagayoko
- Tomáš Bagi
- Josef Balazy
- Igor Bališ
- Peter Bartalský
- Martin Bartos
- Vladimir Bednar
- Michal Benedikovic
- Tomás Bernády
- Gabriel Bertalan
- David Bičík
- Anton Bily
- Stefan Biro
- Bohumil Bizon
- Rudolf Bobek
- Serhiy Borysenko
- Mario Božić
- Michal Breznaník
- Milorad Bukvic
- Lorenzo Burnet

## C
- Ján Čapkovič
- Jozef Čapkovič
- Adrián Čermák
- Peter Černák
- Jaroslav Chlebek
- Ivan Chodak
- Miroslav Chvíla
- Erik Chytil
- Vladimir Cifranic
- Erik Čikoš
- Martin Cseh
- Ludovit Cvetler

## D
- Ferdinand Daučík
- Michal Demeter
- Igor Demo
- Martin Dobrotka
- Radek Dosoudil
- Peter Dubovský
- Marek Ducky
- Rudolf Ducky
- Peter Dzúrik

## E
- Vladimír Eckhardt
- Marián Elefant

## F
- Marek Fabula
- Martin Fabuš
- Ľubomír Faktor
- Lukáš Fekete
- Jozef Filo
- Stanislav Fišan
- Branislav Fodrek

## G
- Peter Gabriš
- Vratislav Gajdoš
- Dušan Galis
- Gaúcho
- Miloš Glonek
- Árpád Gögh
- Koloman Gögh
- Luís Gomes
- Stanislav Gorel
- Nicolás Gorosito
- Pavol Gostič
- Michal Gottwald
- Patrik Gregora
- Erik Grendel
- Karim Guédé
- Peter Gunda

## H
- Michal Habai
- Marián Had
- Juraj Halenár
- Marek Hamšík
- Michal Hanek
- Andrej Hanták
- Youssef Haraoui
- Ján Haraslín
- Lukáš Hartig
- Jozef Hatar
- Youssef Heraoui
- Peter Herda
- Jan Hlavatý
- Filip Hlohovský
- Ernst Hložek
- Ján Hodúr
- Richard Höger
- Marek Holly
- David Homoláč
- Štefan Horný
- Zsolt Hornyák
- Alexander Horváth
- Ivan Hrdlička
- Tomáš Hrdlička
- Vladimír Hrivnák
- Eduard Hrncar
- Norbert Hrnčár
- Jozef Hroš
- Lukáš Hroššo
- Ivan Hucko
- Ján Hucko
- David Hudak
- Ricky van Haaren

## I
- Aziz Ibragimov
- Milan Ivana
- Matej Ižvolt

## J
- Tibor Jančula
- Ivan Janek
- Vojtech Jankovic
- Péter Jánošík
- Erik Jezik
- Karol Jokl
- Antonín Juran
- Jozef Juriga
- Roman Jurko
- Karol Jurkovic
- Vladimir Juscak

## K
- Joeri de Kamps
- Andrej Kanis
- Ferdinand Kardos
- Jozef Karel
- Marek Kausich
- Marián Kelemen
- András Keresztúri
- Vladimír Kinder
- Vladimir Kinier
- Daniel Kiss
- Filip Kiss
- Boris Kitka
- Jiří Kladrubský
- Frantisek Klinovský
- Kristián Kolčák
- Juraj Konderla
- Roman Konečný
- Miroslav König
- Milan Kopic
- Kamil Kopúnek
- Krešimir Kordić
- Julius Korostelev
- Daniel Kosmel
- Dezider Kostka
- Ervin Kovac
- Pavel Kováč
- Ervin Kovacs
- Ján Kozák
- Ladislav Kozmér
- Jan Králik
- Miroslav Kriss
- Ondrej Krištofík
- Jan Krob
- Peter Kruty
- Ladislao Kubala
- Michal Kubala
- Juraj Kuráň
- Marek Kuzma

## L
- Miloš Lačný
- Ludovit Lancz
- Leandro Ledesma
- Matej Lehuta
- Ruben Ligeon
- Milan Luhový
- Jozef Luknár
- Filip Lukšík

## M
- Štefan Maixner
- Anton Malatinský
- Jozef Majoroš
- Pavol Masaryk
- Marián Masný
- Stefan Matlak
- Tomas Medved
- Ján Medviď
- Michal Medvid
- Karol Mészáros
- Ľubomír Meszároš
- Pavol Michalík
- Marko Milinković
- Ladislav Móder
- Roland Moder
- Dragan Mojic
- Tomas Mojsky
- Ladislav Molnár
- Anton Moravčík
- Stanislav Moravec
- Ivan Mráz
- Peter Mutkovič
- Jozef Muzlay

## N
- Lukáš Nachtman
- Tamás Nagy
- Radim Necas
- Jan Nemcek
- Szilárd Németh
- Fabio Nigro
- Branislav Niňaj
- Robert Novák
- Juraj Novotný

## O
- Jozef Obert
- Martin Obsitník
- Branislav Obžera
- Anton Ondruš
- Ladislav Onofrej
- Radek Oprsal
- Josef Orth
- Michal Otocka

## P
- Michal Pančík
- Lukáš Pauschek
- Ladislav Pavlovič
- Zoran Pavlovič
- Emil Pažický
- Mário Pečalka
- Ladislav Pecko
- Andrej Pecnik
- Ivan Pekárik
- Lester Peltier
- Boris Peškovič
- Jakub Petovsky
- Peter Petráš
- Marek Petrus
- Nika Piliev
- Diogo Pires
- Juraj Piroska
- Ján Pivarník
- Ján Podhradský
- Vlastimil Pokorny
- Karol Pokryvka
- Peter Polgar
- Miroslav Poliaček
- Ján Popluhár
- Tomas Porubsky
- Vlastimil Preis
- Vojin Prole
- Maros Puchner
- Jozef Pukalovic
- Matúš Putnocký

## R
- Jakub Rada
- Ludovit Rado
- Teodor Reimann
- Ladislav Repácik
- Ján Richter
- Dominik Rodinger
- Peter Rusina
- Stefan Rusnak
- Branislav Rzeszoto

## S
- Lesly de Sa
- Patrik Sabo
- Kornel Saláta
- Adolf Scherer
- Mitchell Schet
- Ivo Schmucker
- Georg Schors
- Viliam Schrojf
- Ivan Schulcz
- Filip Šebo
- Pavol Sedlák
- Julio Serrano
- Stanislav Šesták
- Martin Ševela
- Gejza Simansky
- Simão
- Ján Šlahor
- Tomas Sloboda
- Samuel Slovák
- Ondřej Smetana
- Milos Sobona
- Pavol Soral
- Leopold Stastny
- Peter Štepanovský
- Marian Strelec
- Karel Stromsík
- Peter Struhár
- Tomáš Stúpala
- Julius Subert
- Ján Švehlík
- Martin Svestka
- Jakub Sylvestr
- Otto Szabo
- Ákos Szarka

## T
- Ivo Taborský
- Erik Takac
- Marián Takáč
- Viktor Tegelhoff
- Jaroslav Timko
- Marian Timko
- Milan Timko
- Dušan Tittel
- Július Tomanovič
- Miloš Tomaš
- Róbert Tomaschek
- Rastislav Tomovcik
- Martin Trancic
- Boris Turčák

## U
- Duke Udi
- Marek Ujlaky
- Rastislav Urgela

## V
- Jozef Valachovič
- Viliam Vanak
- Vladimír Vankovic
- Richard Varadin
- Vojtěch Varadín
- Eugen Varga
- Stanislav Varga
- Alexander Vencel (1944)
- Alexander Vencel (1967)
- Vladimir Venglar
- Jozef Vengloš
- Robert Veselovsky
- Petr Vesely
- Michal Vičan
- Frantisek Viskup
- Róbert Vittek
- Martin Vrablec

## Z
- Gustav Zacek
- Zé Vitor
- Marián Zeman
- Vladimir Zenis
- Ivan Žiga
- Ján Zlocha
- Ľudovít Zlocha
- Igor Žofčák